# Soliște, Kărdjali
Soliște (în bulgară Солище) este un sat în comuna Kărdjali, regiunea Kărdjali,  Bulgaria. 

## Demografie
Componența etnică a satului Soliște
     Turci (95,34%)
     Nicio identificare (4,65%)
     Altele (0%)
La recensământul din 2011, populația satului Soliște era de 279 locuitori. Din punct de vedere etnic, majoritatea locuitorilor (95,34%) erau turci. Pentru 4,65% din locuitori nu este cunoscută apartenența etnică.